# アダム・ゴドリー
アダム・ゴドリー（Adam Godley、1964年7月22日 - ）は、イギリス出身の俳優である。

## 来歴
1964年、イギリスバッキンガムシャーアマーシャムに生まれる。9歳の頃からキャリアをスタートさせており、最初のキャリアはBBCラジオで放送されたヘミングウェイ原作のラジオドラマ版『My Old Man』への出演だった。11歳の頃にはロンドンにある劇場オールド・ヴィック・シアターで上演された舞台劇『白い悪魔』に出演して舞台デビューを飾っている。その後も子役としていくつかの舞台劇へ出演し、経験を積んでいった。現在も舞台俳優としての評価は高く、『Private Lives』という演目でブロードウェイデビューした際にはTheatre World Awardに、2011年に出演したミュージカル劇『Anything Goes』へ出演した際にはトニー賞など、これまで数々の賞へノミネートされている。かつてはイギリスの名門劇団ロイヤル・シェイクスピア・カンパニーに短期で所属したこともあり、サム・メンデスが演出を手掛けたミュージカル『キャバレー』へも出演した。
映画への出演ではイギリスのみならずハリウッド映画への出演でも知られており、ティム・バートン監督で日本でもヒットした『チャーリーとチョコレート工場』に登場するキャラクター、マイク・ティーヴィーの父親役や、デイヴィッド・ドゥカヴニーとジリアン・アンダーソン主演の人気ドラマ『Xファイル』の映画版への出演などがある。テレビシリーズでは、『ブレイキング・バッド』へも出演した。

## 出演作品

### 映画
- An Ungentlemanly Act (1992)
- キャバレー Cabaret (1993)
- バトルライン Sword of Honour (2001)
- サンダーパンツ! Thunderpants (2002)
- 男と女 アナザー・ストーリー And Now... Ladies and Gentlemen... (2002)
- ラブ・アクチュアリー Love Actually (2003)
- Margery and Gladys (2003) ※テレビ映画
- The Young Visiters (2003) ※テレビ映画
- ホーキング Hawking (2004)
- 80デイズ Around the World in 80 Days (2004)
- チャーリーとチョコレート工場 Charlie and the Chocolate Factory (2005)
- ナニー・マクフィーの魔法のステッキ Nanny McPhee (2005)
- リトル・ランボーズ Son of Rambow (2007)
- エリザベス:ゴールデン・エイジ Elizabeth: The Golden Age (2007)
- チャールズ・ディケンズの骨董屋 The Old Curiosity Shop (2007) ※テレビ映画
- Xファイル: 真実を求めて The X Files: I Want to Believe (2008)
- The Special Relationship (2010) ※テレビ映画
- バトルシップ Battleship (2012)
- The Forger (2012)
- The Theory of Everything (2014)
- BFG: ビッグ・フレンドリー・ジャイアント The BFG (2016)
- ミッシング・リンク 英国紳士と秘密の相棒 Missing Link (2019) ※声の出演

### テレビドラマ
- The Lively Arts (1978)
- A Horseman Riding By (1978)
- Thomas and Sarah (1979)
- Kids (1979)
- Moonfleet (1984)
- The Bill (1991, 1998)
- クラス・アクト Class Act (1995)
- The Detectives (1996)
- カジュアルティ Casualty (1978)
- Preston Pig (2000)
- リンリー警部 The Inspector Lynley Mysteries (2002)
- ニュルンベルク裁判 Nuremberg: Nazis on Trial (2006)
- ターミネーター サラ・コナー・クロニクルズ Terminator: The Sarah Connor Chronicles (2008)
- マッドメン Mad Men (2008)
- ブレイキング・バッド Breaking Bad (2008 - 2013)
- NUMBERS 天才数学者の事件ファイル Numb3rs (2009)
- 魔術師 MERLIN Merlin (2009)
- ドールハウス Dollhouse (2009)
- プライベート・プラクティス 迷えるオトナたち Private Practice (2010)
- アガサ・クリスティー ミス・マープル Agatha Christie's Marple (2010) （シーズン5「チムニーズ館の秘密」）
- ライ・トゥ・ミー 嘘は真実を語る Lie to Me (2010)
- カオス Chaos (2011)
- Case Histories (2011)
- ハリーズ・ロー 裏通り法律事務所 Harry's Law (2012)
- パーセプション 天才教授の推理ノート Perception (2012)
- グッド・ワイフ The Good Wife (2012)
- Suburgatory (2012)
- ヤング・ドクター A Young Doctor's Notebook (2012 - 2013)
- Spies of Warsaw (2013)
- エレメンタリー ホームズ&ワトソン in NY Elementary (2013)
- SUITS/スーツ Suits (2013)
- Manhattan (2014)
- アンブレラ・アカデミー The Umbrella Academy  (2019-)
- メディア王 ～華麗なる一族～ Succession (2023)

## 参照
1. 1 2  “Adam Godley Biography”. 2014年7月7日閲覧。